# Ябълкова запетаевидна щитоносна въшка
Ябълковата запетаевидна щитоносна въшка (Lepidosaphes ulmi) е вид полутвърдокрило насекомо от семейство Истински щитоносни въшки (Diaspididae). Вредител е по земеделските култури.

## Начин на живот
Видът се храни с различни видове дървета и храсти. Снася яйцата си в кората през юли и август. Ларвите живеят под кората и се хранят с дървесен сок. Среща се главно в ябълка.